# 熊野實
熊野 實 （くまの みのる、1948年 - 2021年9月10日）は日本の実業家。香川県高松市塩江町（旧香川郡塩江町）出身。株式会社カマタマーレ讃岐の設立者であり、同クラブの代表取締役会長である。

## 経歴
1972年、岡山大学を卒業し高松市役所に入庁。大学時代にサッカーに魅せられ、市役所のサッカーチームでプレーしながら少年サッカーの指導に当たった。市民部長と総務部長を計6年務め、定年1年前となる2007年に市役所を退職した。
2008年1月に山下憲一や住谷幸伸と共に4,000万円を出資して当時NPO法人であったカマタマーレ讃岐を株式会社化し、自ら代表取締役社長に就任した。2011年1月、社長を退任し代表取締役会長に就任。熊野の後任として社長に就任した住谷が2013年4月末で退任となり、5月から社長へ復帰した。2016年4月、社長を退任し代表取締役会長に就任した。